# Омаж (мистецтво)
Ома́ж (від фр. hommage — «вдячність, шана») в мистецтві — робота-наслідування (і жест поваги) іншому художнику, музиканту і т. ін.

## Історія
Спочатку термін означав одну з церемоній символічного характеру в феодальну епоху. Це була присяга, висновок васального договору в Західній Європі Середньовіччя. Майбутній васал, беззбройний, опускався на одне коліно і з непокритою головою, вкладав з'єднані долоні в руки сюзерена з проханням прийняти його в васали. Сюзерен піднімав його, і вони обмінювалися поцілунком.

## У живописі
З 1 грудня 1945 р по 17 січня 1946 р Пабло Пікассо в техніці літографії працював над знаменитою серією «Бик». У 1973 році американський художник, представник поп-арту Р. Ліхтенштейн створив кілька оммажів у пам'ять про Пікассо. Він по-своєму представив знамениту серію літографій Пікассо. Йому цікава не стільки форма або структура зображуваного предмета, скільки декоративна поп-арт-гра кольоровими площинами зображення і можливість геометричної інтерпретації образу. На кінцевій стадії перетворень появляється повністю абстрактна геометрична композиція.

## У кіно
Візуальне рішення фільму «Мене там немає» (I'm Not There, 2007) режисера Тодда Хейнса, за мотивами творчості американського автора- Боба Ділана — це собою оммаж європейському і американському кінематографу 1960-1970-х рр.
У серіалі «Дивні дива» (2016—2022), крім традиційних для шкільного серіалу локацій — шкільний двір, столова, коридор — у центрі такожі: шкільна радіорубка, ліс, які наділяються магічними функціями, а також курінь в лісі, сімейний гараж. Витримана, стильна розповідь являє собою оммаж дитячим пригодницьким фільмам 1980-х років. Тут повно алюзій із «Гунни», «Інопланетянин», «Залишся зі мною», «Дослідники». Вайнона Райдер в ролі божевільної від горя матері, скуповує ліхтарики в надії налагодити зв'язок зі зниклим сином, — цитата з ранньої фільмографії актриси, що отримала популярність завдяки ролям дивних підлітків, які відчувають свій зв'язок з потойбічним світом.
Телесеріал «Дістати коротуна», запущений в 2017 році, на відміну від повнометражного фільму 1995 року не є повноцінною екранізацією роману-бестселера Елмора Леонарда, а являє собою оммаж культового літературного твору.

## У музиці
«Tonight, tonight», пісня американської рок-групи The Smashing Pumpkins, є оммажем американської рок-групи Cheap Trick.

## Значення
А. Пул (A. Poole) в роботі «Shakespeare and the Victorians» склав великий список вторинних текстів, який доповнив Д. Сандерс (J. Sanders) в книзі «Adaptation and Appropriation». У цей зведений словник входять оммаж, а також запозичення, «привласнення», стилізація, пародія, наслідування, ремікси, рімейки, приквели, сиквели, варіації, твори за мотивами, адаптації, інсценівки, плагіати, імпровізації на тему, версії, інтерпретації, переписування, апгрейди, палімпсести, семплинги і багато інших форм мистецтва.